# Kanton Comps-sur-Artuby
Der Kanton Comps-sur-Artuby war bis 2015 ein französischer Wahlkreis im Arrondissement Draguignan, im Département Var und in der Region Provence-Alpes-Côte d’Azur; sein Hauptort war Comps-sur-Artuby. Vertreter im Generalrat des Départements war zuletzt von 2007 bis 2015 Raymonde Carletti (PS).

## Geographie
Der Kanton Comps-sur-Artuby war 257,10 km² groß und hatte 1294 Einwohner (Stand 2006).

## Gemeinden
Der Kanton bestand aus neun Gemeinden:
| Gemeinde          | Einwohner Jahr | Fläche km² | Bevölkerungsdichte | Code INSEE | Postleitzahl |
| ----------------- | -------------- | ---------- | ------------------ | ---------- | ------------ |
| Bargème           | 183 (2013)     | 27,95      | 7 Einw./km²        | 83010      | 83840        |
| La Bastide        | 198 (2013)     | 11,76      | 17 Einw./km²       | 83013      | 83840        |
| Le Bourguet       | 28 (2013)      | 25,39      | 1 Einw./km²        | 83020      | 83840        |
| Brenon            | 26 (2013)      | 5,59       | 5 Einw./km²        | 83022      | 83840        |
| Châteauvieux      | 81 (2013)      | 14,97      | 5 Einw./km²        | 83040      | 83840        |
| Comps-sur-Artuby  | 355 (2013)     | 63,49      | 6 Einw./km²        | 83044      | 83840        |
| La Martre         | 201 (2013)     | 20,37      | 10 Einw./km²       | 83074      | 83840        |
| La Roque-Esclapon | 286 (2013)     | 26,98      | 11 Einw./km²       | 83109      | 83840        |
| Trigance          | 175 (2013)     | 60,6       | 3 Einw./km²        | 83142      | 83840        |